# 美しい世界 (テレビドラマ)
美しい世界（うつくしいせかい、朝鮮語: 아름다운 세상）は、2019年4月5日から5月25日まで韓国JTBCで放送されたテレビドラマ。日本では、LaLa TV、フジテレビONE等で「凍てついた愛」として放送された。

## 概要
中学生であるパク・ソンホは、校舎の屋上から転落して、意識不明となった。その事件の真相を突き止めていくうちに、衝撃な世界が待ち受けるヒューマンサスペンス。

## キャスト
- カン・インハ：チュ・ジャヒョン（朝鮮語版）

高校教師。
- パク・ムジン：パク・ヒスン（朝鮮語版）

ベーカリー「HOHO」を運営する。
- オ・ジンピョ：オ・マンソク

セア教育財団の理事長。
- ソ・ウンジュ：チョ・ヨジョン

主婦。
- パク・ソンホ：ナム・ダルム

ムジンとインハの息子。中3。暴行事件の被害者。
- パク・スホ：キム・ファンヒ（朝鮮語版）

ムジンとインハの娘。中2。

## スタッフ
- 演出：パク・チャンホン
- 脚本：キム・ジウ